# بخش امیرآباد
بخش امیرآباد یکی از بخش‌های شهرستان دامغان در استان سمنان ایران است.

## تقسیم‌های کشوری
- بخش امیرآباد
  - دهستان قهاب رستاق
  - دهستان قهاب صرصر
  - دهستان تویه دروار

شهر: امیریه

## جمعیت
بنابر سرشماری مرکز آمار ایران، جمعیت بخش امیر آباد شهرستان دامغان در سال ۱۳۸۵ برابر با ۹۶۴۱ نفر بوده‌است.